# Los González, Jalisco
Los González är en ort i Mexiko.   Den ligger i kommunen Villa Hidalgo och delstaten Jalisco, i den centrala delen av landet, 400 km nordväst om huvudstaden Mexico City. Los González ligger 1 882 meter över havet och antalet invånare är 220.
Terrängen runt Los González är platt åt sydost, men åt nordväst är den kuperad. Runt Los González är det ganska glesbefolkat, med 42 invånare per kvadratkilometer. Närmaste större samhälle är Villa Hidalgo, 8,4 km norr om Los González. Trakten runt Los González består i huvudsak av gräsmarker.